# Мезенцов, Михаил Владимирович
Михаил Владимирович Мезенцов (Мезенцев) (1822—1888) — российский чиновник и благотворитель, тайный советник и гофмейстер (1882).

## Биография
Происходил из дворянского рода Мезенцовых — старший сын Владимира Петровича Мезенцова и графини Веры Николаевны, урождённой Зубовой (1800—1863), дочери цареубийцы графа Н. А. Зубова и внучки генералиссимуса А. В. Суворова. Старший брат генерала Н. В. Мезенцова. Внук генерал-поручика Петра Фёдоровича Мезенцова.
Поступил на службу 25 марта 1842 года. За 6 лет службы наград и поощрений не имел. Находился в отставке с 7 марта 1848 года по 17 декабря 1869 года. После повторного поступления на службу на должность члена-благотворителя Общины сестёр милосердия Рождественской части Санкт-Петербурга пользовался особой монаршей благосклонностью. Уже через год был удостоен придворного звания камергера. 30 августа 1873 года был произведён в действительные статские советники. В 1874 году был награждён орденом Святого Станислава 1-й степени, не имея младших степеней этого ордена. В 1876 году был награждён орденом Святой Анны 1-й степени, также не имея младших степеней этого ордена. В 1880 году был удостоен ордена Святого Владимира 2-й степени. 8 мая 1882 года был произведён в гофмейстеры, а через два года был удостоен ордена Белого орла.
В 1879 году стал членом-благотворителем Свято-Троицкой общины сестёр милосердия в Санкт-Петербурге. По состоянию на 1887 год числился почётным членом-благотворителем той же общины. Содержания по службе не получал. Владел 25 000 десятин земли в Самарской губернии.
Умер от воспаления мозга. Похоронен в Свято-Троицой Сергиевой Приморской пустыни.

## Семья
Был холостяком. Внебрачная дочь Любовь Михайловна с 1866 была замужем за П. П. Винклером.

## Награды
- Орден Святого Станислава 1-й степени (1874).
- Орден Святой Анны 1-й степени (1876).
- Орден Святого Владимира 2-й степени (1880).
- Орден Белого орла (1884).